# Heldenberg
Heldenberg je obec v Rakousku ve spolkové zemi Dolní Rakousy v okrese Hollabrunn. Žije zde přibližně 1 300 obyvatel.

## Geografie

### Geografická poloha
Heldenberg se nachází ve spolkové zemi Dolní Rakousy v regionu Weinviertel. Leží přibližně 10 km jihozápadně od okresního města Hollabrunn. Rozloha území obce činí 27,47 km², z nichž 26,9 % je zalesněných.
Územím obce prochází Zemská silnice B4. Souběžně se silnicí tu také vede železniční trať.

### Části obce
Území obce Heldenberg se skládá z pěti částí (v závorce uveden počet obyvatel k 1. 1. 2016):
- Glaubendorf (481)
- Großwetzdorf (376)
- Kleinwetzdorf (79)
- Oberthern (173)
- Unterthern (138)

### Sousední obce
- na severu: Ziersdorf
- na východu: Hollabrunn
- na jihu: Großweikersdorf
- na západu:

## Politika

### Obecní zastupitelstvo
Obecní zastupitelstvo se skládá z 19 členů. Od komunálních voleb v roce 2015 zastávají následující strany tyto mandáty:
- 16 ÖVP
- 3 SPÖ

### Starosta
Nynějším starostou obce Heldenberg je Peter Steinbach ze strany ÖVP.

## Galerie

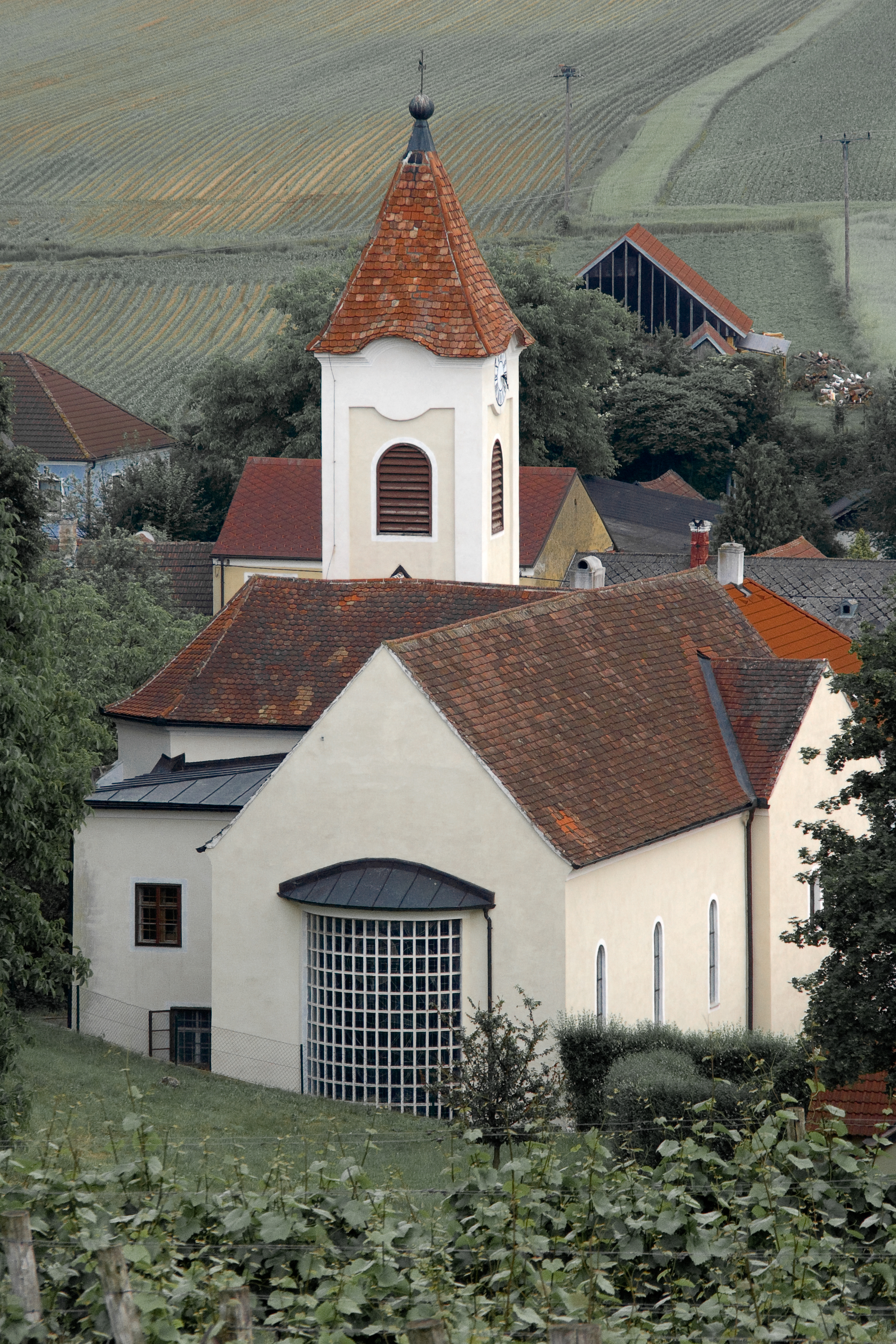
Farní kostel v Oberthernu
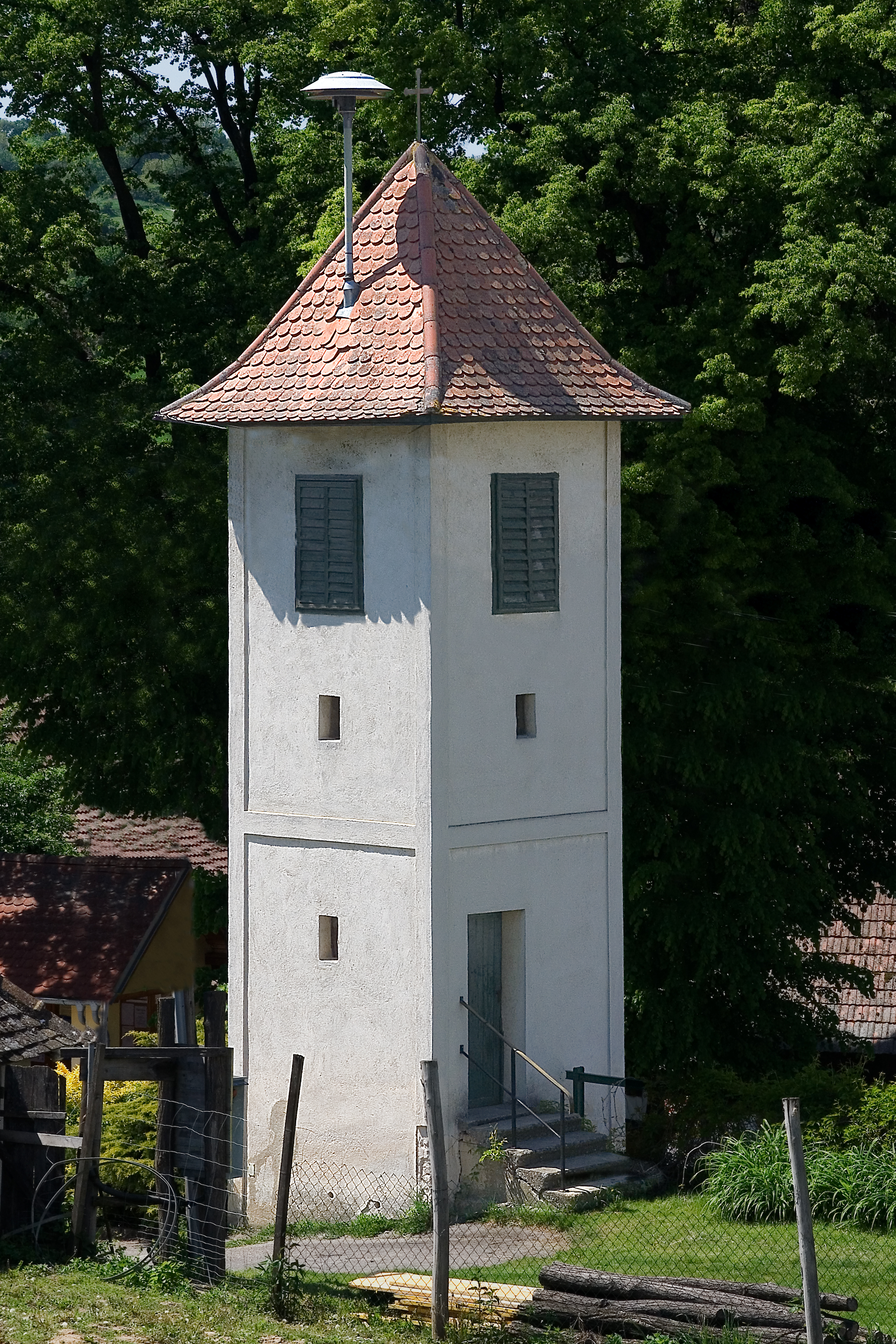
Zvonice v Unterthernu
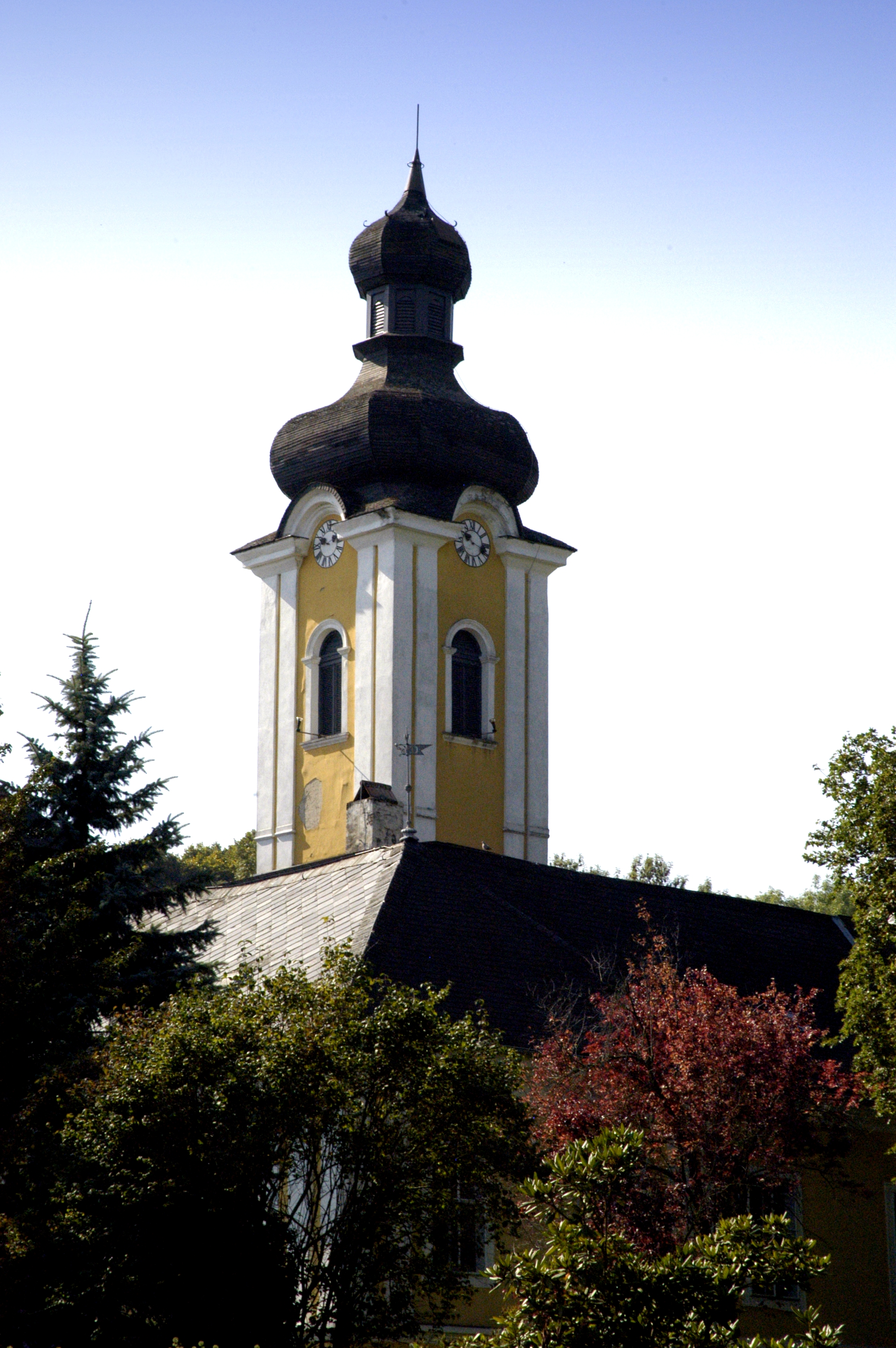
Zámecká kaple v Kleinwetzdorfu
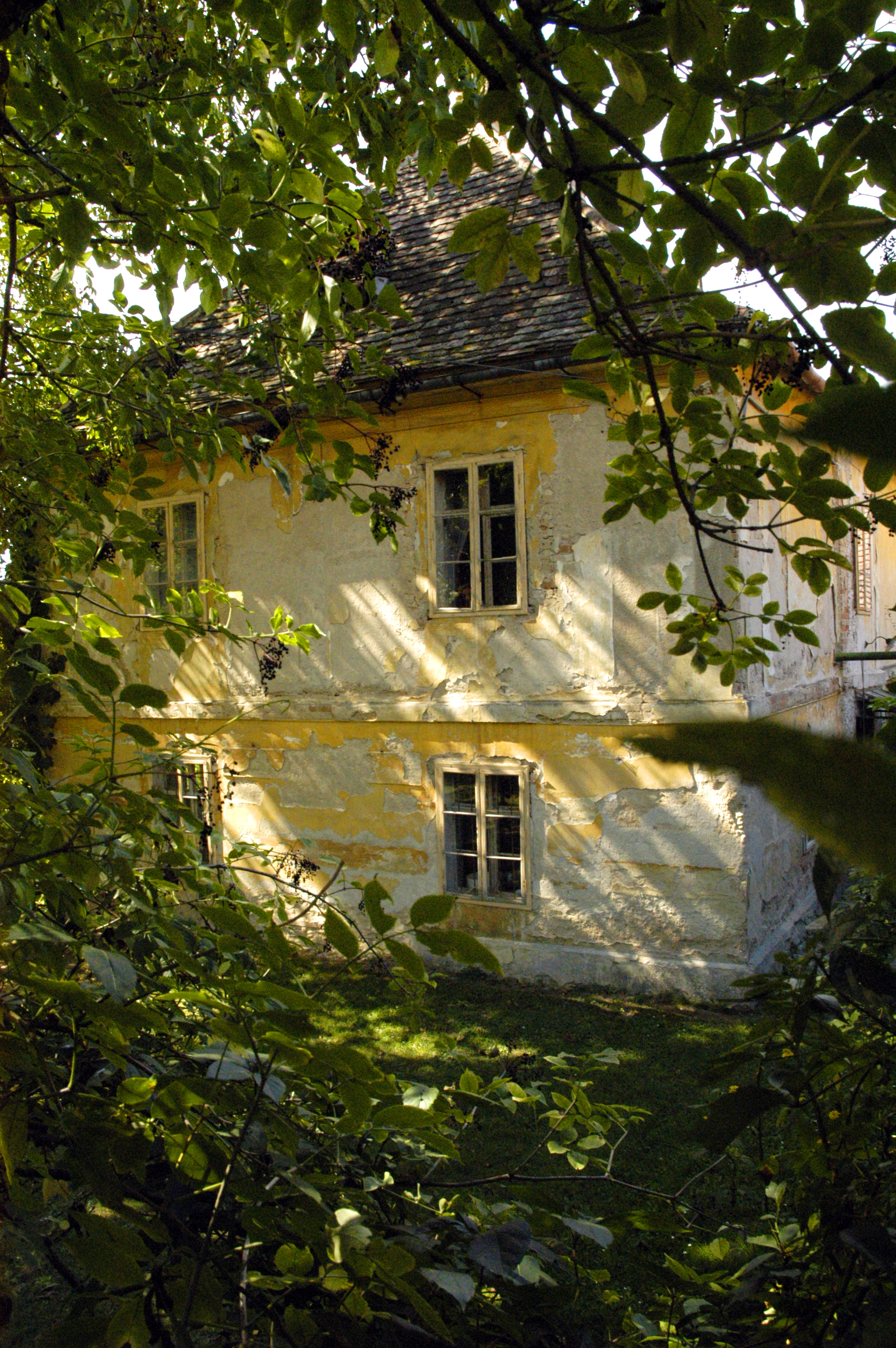
Fara v Oberthernu
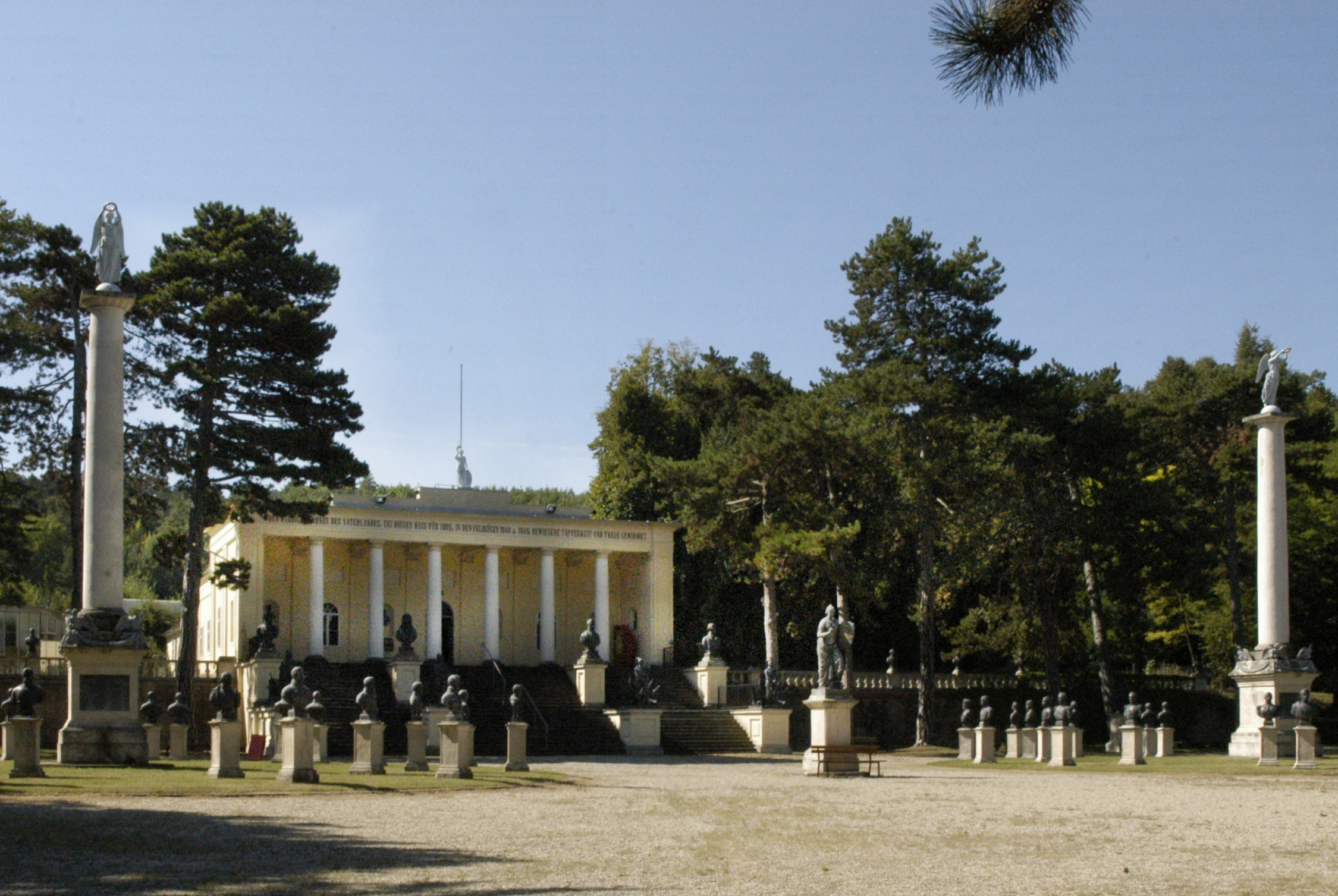
Busty v Heldenbergu